# ارنو پاسیلیننا
ارنو پاسیلیننا (انگلیسی: Erno Paasilinna; ۱۴ مارس ۱۹۳۵ – ۳۰ سپتامبر ۲۰۰۰) روزنامه‌نگار، و نویسنده اهل فنلاند بود.
وی همچنین برندهٔ جوایزی همچون جایزه اینو لینو و جایزه ادبی فنلاند شده‌است.